# Стрельба из лука на летних Паралимпийских играх 2024
Соревнования по стрельбе из лука на летних Паралимпийских играх 2024 прошли с 29 августа по 5 сентября 2024 года в Париже рядом с Домом инвалидов. Было разыграно 9 комплектов наград.

## Медальный зачёт
| Место | Страна         | Золото | Серебро | Бронза | Всего |
| ----- | -------------- | ------ | ------- | ------ | ----- |
| 1     | Китай          | 3      | 3       | 2      | 8     |
| 2     | США            | 2      | 0       | 0      | 2     |
| 3     | Турция         | 1      | 1       | 0      | 2     |
| 4     | Италия         | 1      | 0       | 2      | 3     |
| 5     | Великобритания | 1      | 0       | 1      | 2     |
| 5     | Индия          | 1      | 0       | 1      | 2     |
| 7     | Чехия          | 0      | 2       | 1      | 3     |
| 7     | Иран           | 0      | 2       | 1      | 3     |
| 9     | Польша         | 0      | 1       | 0      | 1     |
| 10    | Словения       | 0      | 0       | 1      | 1     |
| Всего | Всего          | 9      | 9       | 9      | 27    |

## Медалисты

### Мужчины
| Дисциплина       | Золото                | Серебро            | Бронза                        |
| ---------------- | --------------------- | ------------------ | ----------------------------- |
| W1               | Джейсон Табански США  | Хань Гуйфэй Китай  | Чжан Тяньсинь Китай           |
| Блочный лук      | Мэтт Штуцман США      | Ай Синьлян Китай   | Хэ Цзыхао Китай               |
| Классический лук | Харвиндер Сингх Индия | Лукаш Цишек Польша | Мохаммад Реза Араб Амери Иран |

### Женщины
| Дисциплина       | Золото             | Серебро              | Бронза                       |
| ---------------- | ------------------ | -------------------- | ---------------------------- |
| W1               | Чэнь Миньи Китай   | Шарка Мусилова Чехия | Тереза Брандтлова Чехия      |
| Блочный лук      | Ознур Джюре Турция | Фатеме Хеммати Иран  | Джоди Гринхэм Великобритания |
| Классический лук | У Чуньянь Китай    | У Ян Китай           | Элизабетта Мийно Италия      |

### Смешанные команды
| Дисциплина       | Золото                                     | Серебро                                 | Бронза                            |
| ---------------- | ------------------------------------------ | --------------------------------------- | --------------------------------- |
| W1               | Чэнь Миньи Чжан Тяньсинь Китай             | Шарка Мусилова Давид Драгонинский Чехия | Дайла Дамено Паоло Тонон Италия   |
| Блочный лук      | Джоди Гринхэм Натан Маккуин Великобритания | Фатеме Хеммати Хади Нури Иран           | Ракеш Кумар Шитал Деви Индия      |
| Классический лук | Элизабетта Мийно Стефано Травизани Италия  | Мерве Нур Эроглу Садык Саваш Турция     | Жива Лавринц Деян Фабчич Словения |